# Juan Verde

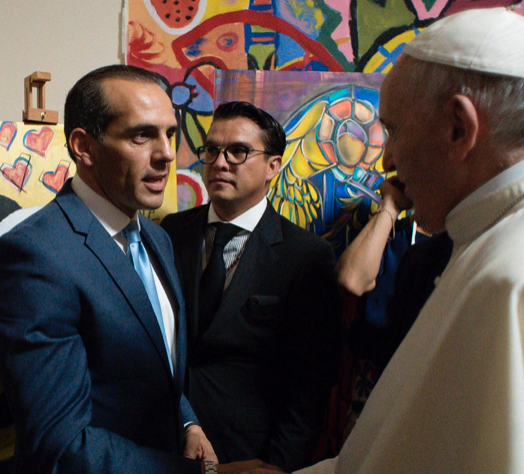
Con el Papa Francisco.

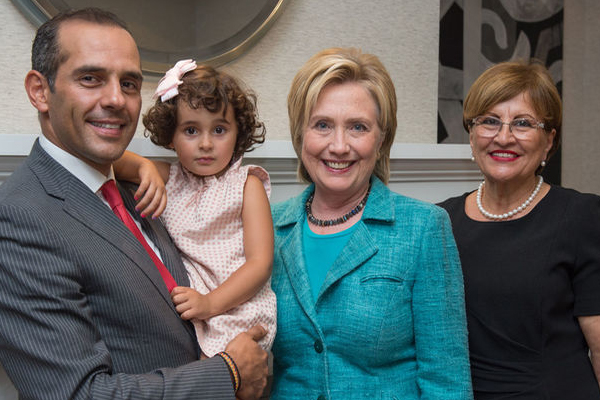
Con su familia y Hillary Clinton.

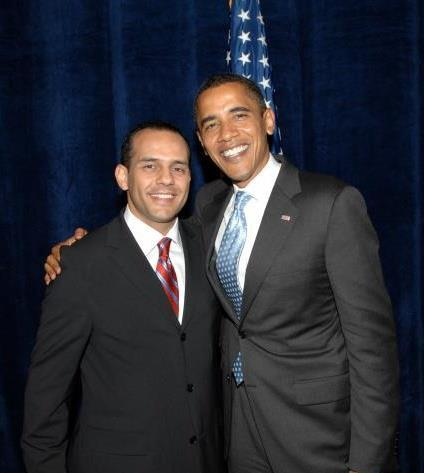
Con Barack Obama

Juan Verde Suárez (Telde, Gran Canaria, Canarias, 7 de julio de 1971) es un reconocido estratega internacional para el sector privado y público. Como profesional, diseña soluciones innovadoras para atraer inversiones extranjeras, establecer alianzas estratégicas y se especializa en economía sostenible. En febrero del 2023 Juan Verde fue nombrado miembro del Consejo Asesor Presidencial del presidente Biden (President’s Export Council) un órgano
de asesoramiento a la Casa Blanca en temas relacionados con el comercio exterior y la competitividad de Estados Unidos en los mercados internacionales.
En el ámbito político, ha trabajado con algunas de las personalidades más importantes del mundo como los expresidentes Barack Obama y Bill Clinton, la ex Secretaria de Estado Hillary Clinton, el exvicepresidente Al Gore, el fallecido Senador Ted Kennedy y el exsecretario de Estado John Kerry. 
A nivel de gobierno trabajó con los gobiernos de Lituania, Gibraltar y Estados Unidos, así como numerosos gobernadores y alcaldes en Hispanoamérica. 
Durante la administración del presidente Obama, Juan Verde ocupó el puesto de Subsecretario Adjunto para Europa y Eurasia en el Departamento de Comercio del Gobierno de los Estados Unidos. Como cargo de confianza de la Casa Blanca, lideró los esfuerzos del departamento para resolver cuestiones de política comercial y de acceso a mercados a los que se enfrentan las empresas estadounidenses. Adicionalmente, fue responsable de desarrollar políticas y programas para fomentar las relaciones económicas y comerciales con 52 países de esta región. 
Además trabajó durante el segundo mandato de Bill Clinton como Asesor de Comercio Internacional para el Departamento de Comercio de los Estados Unidos, trabajando primero en la Oficina de América Latina y posteriormente en la Agencia de Minority Business Development.  
En el sector privado, Juan Verde es miembro del consejo de administración y vicepresidente de Volcan Compañía Minera, una empresa minera líder en Latinoamérica. Juan Verde ha sido consultor de diversas empresas prestigiosas, como Google, Cisco, SAS, American Express y Banco Santander Investments US. También ha colaborado con instituciones como el Banco Interamericano de Desarrollo, Universidad de Harvard y el Banco Mundial. Fundó y fue Presidente de la Cámara de Comercio Americana tanto en las islas Canarias como en Gibraltar y actualmente es miembro de la Junta Directiva del American Sustainable Business Council, la principal organización empresarial de Estados Unidos que representa los intereses de las empresas responsables en materia de sostenibilidad y de sus clientes. Además, es miembro del Consejo de Administración de HISPASAT, el principal operador de comunicaciones por satélite en España, Portugal y América Latina y miembro del Consejo Asesor de la Fundación Airbus. En el sector público, ha trabajado con los gobiernos de Estados Unidos, Lituania y Gibraltar, así como con numerosos presidentes, gobernadores y alcaldes de América Latina. 
Como defensor de las causas ambientales, la sostenibilidad y la lucha contra el cambio climático, Juan Verde colaboró con el exvicepresidente Al Gore para establecer y liderar filiales de su fundación, “Climate Reality Project" en España y Argentina. Entre otros reconocimientos, Juan Verde ha sido nombrado durante dos años consecutivos como uno de los 100 líderes hispanos más influyentes en la lucha contra el cambio climático así como uno de los TOP100 Directivos y Líderes Disruptivos del 2021. Así mismo, fue invitado a participar en la Conferencia sobre el Clima de la ONU, COP25 y participará en COP26 en Glasgow. Actualmente preside la Fundación Advanced Leadership, una institución estadounidense sin ánimo de lucro cuya misión es identificar y formar a la próxima generación de líderes empresariales, sociales y políticos de todo el mundo.  
Juan Verde Tiene un máster en Políticas Públicas de la Universidad de Harvard donde también fue elegido miembro de la Junta Directiva de Antiguos Alumnos y licenciaturas en Ciencias Políticas y Relaciones Internacionales por la Universidad de Boston. Además, ha sido condecorado como caballero por la Soberana Orden de los Caballeros Ecuménicos de Rodas y Malta y su trabajo ha sido reconocido por el Papa Francisco.  
Juan Verde divide su tiempo entre Estados Unidos y numerosos países para apoyar diversas iniciativas. En su tiempo libre, disfruta de actividades como la equitación, el senderismo y es también un ávido corredor de maratones. Juan Verde estuvo casado con Tiziana Domínguez desde 2011 hasta 2018. Tienen dos hijos.

## Educación
Juan Verde es graduado cum laude en Ciencias Políticas y en Relaciones Internacionales por la Universidad de Boston. Es candidato a doctorado en Economía en la Universidad Camilo José Cela de Madrid, España, donde investiga estrategias nacionales de economía sostenible. Tiene un máster en Políticas Públicas de la Universidad de Harvard.

## Carrera
En diciembre de 2009, el presidente Barack Obama nombró a Juan Verde como Subsecretario Adjunto para Europa y Eurasia del Departamento de Comercio de Estados Unidos. En su puesto, Verde tuvo un papel importante en la Iniciativa Nacional de Exportación (NEI) del presidente Obama, que se lleva a cabo por la Administración de Comercio Internacional (ITA) y el Departamento de Comercio de EE. UU. Como parte de la Iniciativa, Verde fue una figura calve en la promoción de la inversión en tecnologías limpias, y trabajó en estrecha colaboración con el Subsecretario de la Administración de Comercio Internacional, Francisco Sánchez.
En octubre de 2011, Verde asumió el cargo de Codirector Internacional de la campaña de reelección del presidente de los Estados Unidos, Barack Obama, y asesoró al presidente en temas de economía internacional, sostenibilidad y comunidad hispana.

## Participación política
En el ámbito político, Juan Verde ha apoyado con su experiencia, a diversos candidatos demócratas durante varias décadas. cooperó en la pasada campaña presidencial de Biden-Harris como asesor y colaboró en numerosas campañas de recaudación de fondos, además fue presidente de Americans Abroad for Biden. Juan Verde también ha trabajado con algunas de las personalidades más importantes del mundo como los expresidentes Barack Obama y Bill Clinton, la ex Secretaria de Estado Hillary Clinton, el exvicepresidente Al Gore, el fallecido Senador Ted Kennedy y el ex Secretario de Estado John Kerry.  

## Noticias
El expresidente de los Estados Unidos, Barack Obama, participó en un debate en la I Cumbre sobre Innovación Tecnológica y Economía Circular, que tuvo lugar en Madrid, el viernes 6 de julio de 2018. El encuentro fue organizado por la Fundación Advanced Leadership, organización sin ánimo de lucro, con sede en Washington, dedicada a la creación de una red global de jóvenes profesionales.

## Compañías
- Fundación Advanced Leadership: Presidente
- Alamo Solutions LLC: Presidente
- The Climate Project Spain:[8] Fundador y CEO.
- Cámara de Comercio Americana en las Islas Canarias:[9] Fundador y Presidente.
- Public Administration Strategy Solutions (PASS):[10] Fundador y Presidente
- The Corporate Executive Board (CEB):[11] Director general para Latinoamérica y la península ibérica
- The U.S. Department of Commerce:,[3] vicesecretario asistente para Europa y Asia
- Campaña elección 2012 de Barack Obama: Codirector Internacional